# パンドラ (小惑星)
パンドラ (55 Pandora) は、太陽系の火星と木星の間の小惑星帯にある、比較的大型の非常に明るい小惑星のひとつ。
1858年9月10日にジョージ・サールにより発見された。これはサールが発見した唯一の小惑星であった。ギリシア神話に登場する最初の人間の女、パンドラにちなみ命名された。
土星の衛星にも同名の天体パンドラが存在する。
2002年4月には、北海道でパンドラによるポルックスの掩蔽（観測史上初の小惑星による1等星食）が起きるはずだったが、天候不良により観測できなかった。